# Penthetria claripennis
Plecia claripennis, Plecia difficilis, Plecia graciosa, Plecia varia, Plecia variegata
Espèce
Synonymes
- †Plecia claripennis Théobald 1937
- †Plecia difficilis Théobald 1937
- †Plecia graciosa Théobald 1937
- †Plecia varia Théobald 1937
- †Plecia variegata Théobald 1937

Penthetria claripennis est une espèce fossile de mouches de la famille des Bibionidae (les « mouches de Saint-Marc » ou « mouches noires »).

## Classification
L'espèce Penthetria claripennis est publiée en 1937 par le paléontologue français Nicolas Théobald (1903-1981) dans sa thèse sous le protonyme Plecia claripennis,. 

### Fossiles
Cet holotype R 864 ♀, de l'ère Cénozoïque, et de l'époque Oligocène (33,9 à 23,03 Ma) faisait partie de la collection Mieg du musée de Bâle en Suisse et vient du gisement de Kleinkembs (mine de sel).
Parmi les synonymes, il y a donc aussi de nombreux cotypes de même provenance dont R 984 ♂ (Plecia variegata), R 874 ♂ (Plecia varia), R 625 ♂ (Plecia difficilis), R 979 ♂ (Plecia graciosa). 

### Reclassement
En 2017, cette espèce, classée initialement dans le genre Plecia, a été reclassée dans le genre Penthetria par John Skartveit et André Nel.

### Synonymes
Cette espèce a désormais cinq synonymes, :
- †Plecia claripennis Théobald, 1937
- †Plecia difficilis Théobald, 1937
- †Plecia graciosa Théobald, 1937
- †Plecia varia Théobald, 1937
- †Plecia variegata Théobald, 1937

### Étymologie
L'épithète spécifique claripennis signifie en latin « plumes brillantes ».

## Description

### Caractères
Diagnose de Nicolas Théobald en 1937, :

« Insecte de teinte noirâtre, à ailes claires dépassant longuement l'abdomen. Tête arrondie, deux gros yeux non contigus, fragment d'antennes cordiformes. Thorax gros, renflé en bouclier sur le dos. Abdomen de forme ovale, atténué à l'extrémité, le dernier segment porte les appendices génitaux. Pattes velues, courtes. Ailes dépassant longuement l'abdomen, teinte claire, nervation de Plecia très nette (v. fig.). ».

### Dimensions
La longueur totale du corps est de 7 mm ; la longueur de la tête 0,75 mm ; la longueur du thorax 2,25 mm pour une largeur de 2 mm ; la longueur de l'abdomen 4 mm pour une largeur de 1,75 mm ; la longueur des ailes 8,5 mm.

## Biologie
Le genre Plecia est le groupe caractéristique de la station et vivait sur place , ce qui correspondait à une région chaude.

## Galerie

Espèces synonymes fossiles de Penthetria claripennis en 1937 selon N. Théobald, Diptères su Sannoisien de Kleinkembs
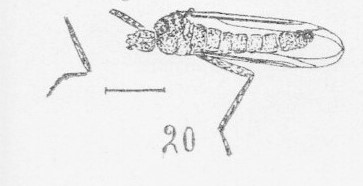
Plecia graciosa mâle éch. R 979 pl. V p. 235.
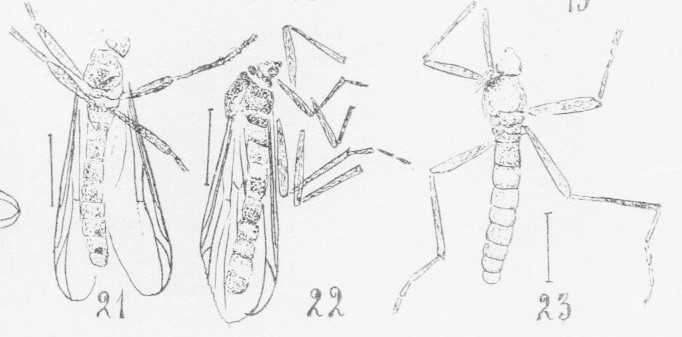
Plecia graciosa mâle éch. R 979 pl. XVII p. 235.
- Plecia difficilis mâle Holotype éch R625 x3 p. 234, Pl. VI.
- Plecia varia mâle éch. R 2006 pl. V p. 234.
- Plecia variegata mâle éch. R 984 pl. V p. 234.
- Plecia variegata (21) Plecia varia (22) Plecia variegata (23) mâle éch. R 984, R 874, R 496 pl. XVII p. 234.

- Espèces sœurs vivantes du genre Penthetria.
- Penthetria funebris.
- Penthetria funebris.
- Penthetria funebris - webm : 2 min 33 s.
- Penthetria heteroptera.
- Penthetria heteroptera.

### Ouvrages
- [2017] (en) John Skartveit et André Nel, « Revision of fossil Bibionidae (Insecta: Diptera) from French Oligocene deposits », Zootaxa, Magnolia Press (d), vol. 4225, no 1,‎ 23 janvier 2017, p. 1–83 (ISSN 1175-5334 et 1175-5326, OCLC 49030618, PMID 28187637, DOI 10.11646/ZOOTAXA.4225.1.1). .

### Publication originale
- [1937] Nicolas Théobald, « Les insectes fossiles des terrains oligocènes de France 473 p., 17 fig., 7 cartes,13 tables, 29 planches hors texte », Bulletin Mensuel de la Société des Sciences de Nancy et Mémoires de la Société des sciences de Nancy, Imprimerie G. Thomas,‎ 1937, p. 1-473 (ISSN 1155-1119 et 2263-6439, OCLC 786027547). .